# Кати Мориарти
Кати Мориарти (на английски: Cathy Moriarty) е американска актриса.

## Биография
Тя е родена на 29 ноември 1960 година в Ню Йорк в работническо семейство от ирландски произход. Дебютира в киното с филма на Мартин Скорсезе „Разяреният бик“ (1980), за участието си в който е номинирана за „Оскар“ и „Златен глобус“ за поддържаща женска роля. През следващите години продължава да се снима в киното и телевизията.

## Избрана филмография
| година | филм              | оригинално заглавие | роля              | режисьор         |
| ------ | ----------------- | ------------------- | ----------------- | ---------------- |
| 1980   | Разяреният бик    | Raging Bull         | Вики Ла Мота      | Мартин Скорсезе  |
| 1995   | Каспър            | Casper              | Кариган Критъндън | Брад Силбърлинг  |
| 1995   | Луди в Алабама    | Crazy in Alabama    | Ърлин Булис       | Антонио Бандерас |
| 2010   | Отстреляй бившата | The Bounty Hunter   | Айрин             | Анди Тенан       |